# Vanad
Vanad (chemická značka V, latinsky Vanadium) je spolu s niobem a tantalem členem 5. skupiny periodické tabulky prvků. Vanad patří mezi kovové prvky. V praxi je používán pro výrobu speciálních slitin a průmyslových katalyzátorů.

## Historie
Poprvé ho objevil v roce 1801 španělský mineralog Andrés Manuel del Río ve vzorku mexické olověné rudy. Ale pod vlivem nesprávných názorů H. V. Collet-Descotilse od svého objevu upustil. Znovu byl tento prvek objeven v roce 1830 N. G. Sefströmem ve švédských železných rudách. Název získal podle skandinávské bohyně krásy Vanadis. Čistý kov izoloval v roce 1867 H. E. Roscoe redukcí chloridu vanadičného VCl5 vodíkem.

## Základní fyzikálně-chemické vlastnosti

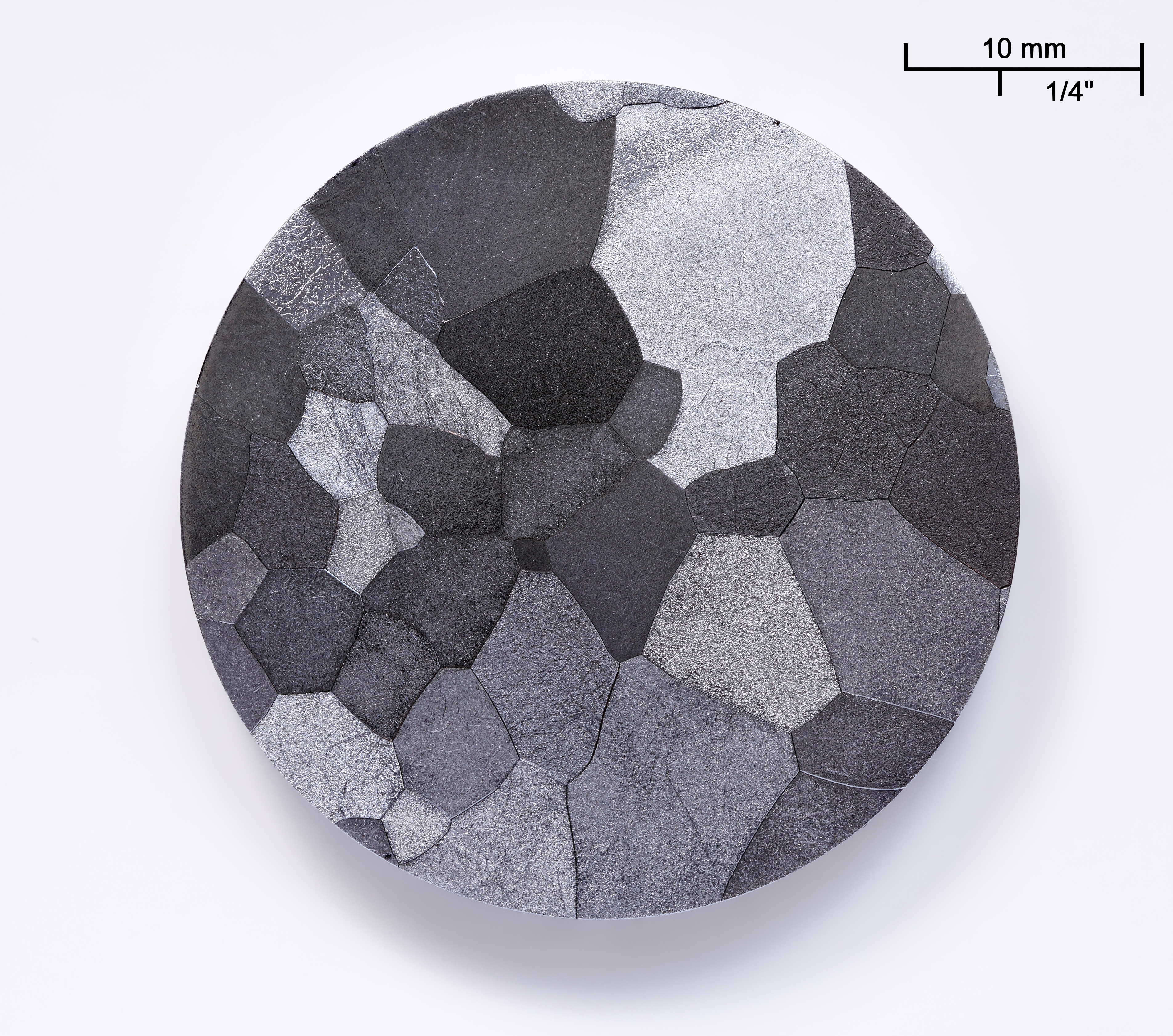
Kovový vanad

Vanad je tvrdý, šedo-bílý, kujný kov s vysokými teplotami tání a varu. Naopak za teplot pod 5,38 K je supravodivý. Při přidání malého množství uhlíku nebo oxidu k vanadu se jeho teploty tání a varu ještě zvyšují. Chemicky je poměrně značně odolný jak vůči běžným kyselinám tak alkáliím. Za normálních podmínek reaguje pouze s kyselinou fluorovodíkovou a lučavkou královskou. Za zvýšené teploty však poměrně snadno podléhá oxidaci vzdušným kyslíkem. Vanad se za tepla slučuje také s dusíkem, uhlíkem, křemíkem, arsenem a dalšími prvky.
V chemických sloučeninách se vyskytuje v řadě mocenství od mocenství V+2 po V+5. V některých komplexech se vyskytuje s oxidačním číslem V+I a V−I.

## Výskyt

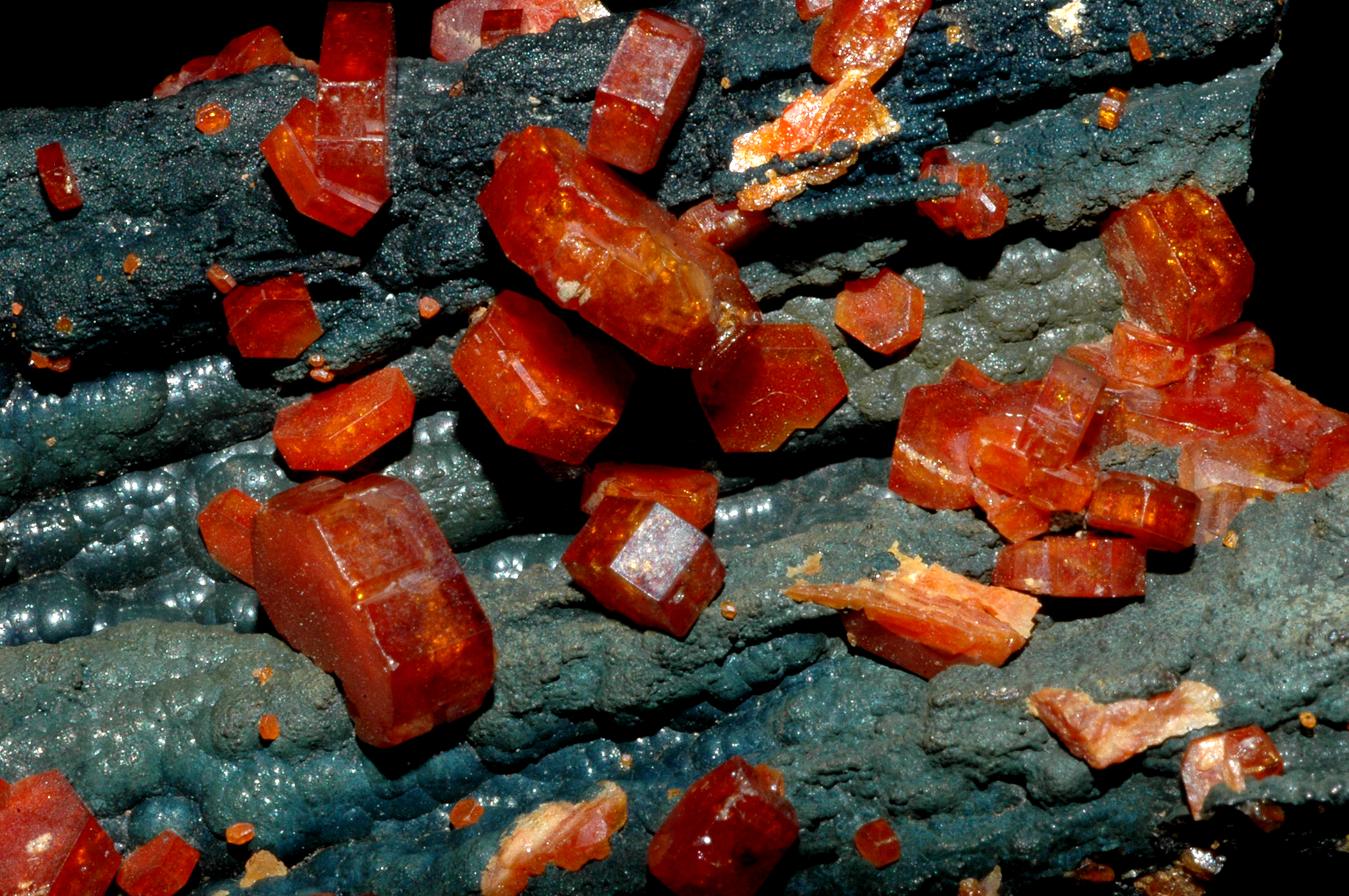
Vanadinit

Obsah vanadu v zemské kůře je 136 ppm (19. nejrozšířenější prvek). Jeho obsah v mořské vodě činí přibližně 0,002 mg/l. Ve vesmíru připadá jeden atom vanadu na 50 milionů atomů vodíku.
Navzdory jeho poměrné velkému průměrnému obsahu v zemské kůře existuje jen několik bohatších ložisek. Většina vanadu se získává jako vedlejší produkt při zpracování některé z asi 60 rud, v nichž je obsažen. Mezi nejdůležitější minerály patří polysulfid patronit VS4. Nejčastěji se však vanad vyskytuje v rudách ve formě sloučeniny s kyslíkem. Příkladem může být vanadinit – podvojný chlorid-vanadičnan olovnatý PbCl2·3Pb3(VO4)2 nebo carnotit [K2(UO2)2(VO4)2.3H2O]. Zajímavý je i poměrně významný obsah vanadu v surové ropě nebo uhlí.

## Výroba vanadu
Vanad se vyrábí pražením rozdrcené rudy nebo zbytků kovového vanadu s chloridem sodným (NaCl) nebo uhličitanem sodným (Na2CO3) při teplotě 850 °C. Tímto procesem vzniká vanadičnan sodný NaVO3, který se louží vodou. Okyselením získaného výluhu na pH 2–3 dojde k vysrážení polyvanadičnanu (červený koláč), z něhož můžeme tavením při 700 °C získat černý technický oxid vanadičný V2O5.
V dalším kroku se tento oxid zredukuje pomocí kovového hliníku. Příprava čistého kovového vanadu se provádí redukcí VCl5 vodíkem nebo hořčíkem.
Vysoce čistý vanad můžeme získat reakcí surového vanadu s jodem (van Arkelův proces) při teplotě 850 °C, vzniklý těkavý jodid vanaditý se následně rozkládá na wolframovém vlákně při teplotě 1000 °C.
2 V + 3 I2 ⇌ 2 VI3

## Využití

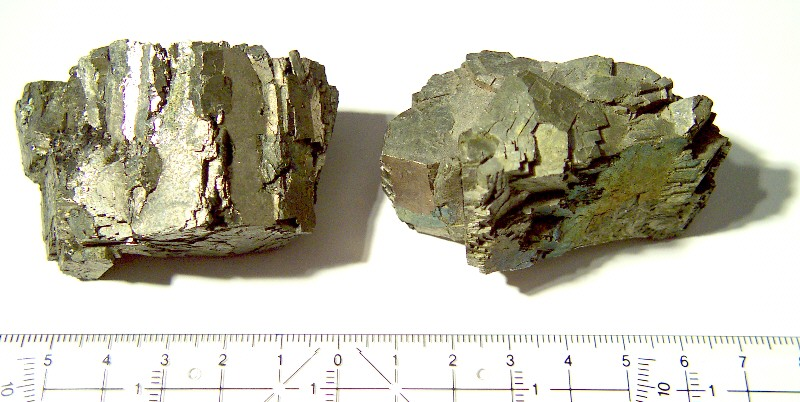
Ferovanad

Vanad se přidává do vysoce kvalitních ocelí s vysokým obsahem chromu, kde tvoří s uhlíkem karbid V4C3. Ten se v oceli rozptýlí a tím zjemňuje zrnitou strukturu oceli, která je díky tomu odolnější proti opotřebení (především za vyšších teplot). Jiným příkladem železných speciálních slitin je například Vicalloy, obsahující 9,5 % vanadu, 52 % kobaltu a 38,5 % železa. Uvedené nerezové slitiny na bázi ocelí se využívají pro výrobu chirurgických nástrojů a dalších průmyslových komponent, které vykazují vysokou chemickou i mechanickou odolnost.
Slitiny s titanem a hliníkem se vyznačují vynikající mechanickou odolností a nízkou hustotou a nacházejí uplatnění při výrobě leteckých motorů a speciálních součástek pro konstrukci letadel a kosmických sond, družic a podobných aplikací.
V poslední době se uplatňuje i při výrobě elektrických článků a baterií a slitiny vanadu s galliem patří k materiálům pro přípravu supravodivých magnetů.
Vanad se užívá také k přípravě organokovových sloučenin. Nejznámější je vanadocen. V poslední době je zkoumána antitumorová aktivita derivátů vanadocendihalogenidů, které by mohly později sloužit jako chematerapeutika místo cis-platiny.
Tenká vrstva oxidu vanadičitého (VO2) vyloučená na skleněném povrchu pohlcuje dopadající infračervené záření a současně neovlivňuje optické vlastnosti skla ve viditelné oblasti spektra. Nanokrystalický VO2 je v současné době předmětem intenzivního výzkumu jako polovodič, protože při teplotě kolem 70 °C u něj dochází ke skokové přeměně jeho vodivostních charakteristik z vodiče na polovodič elektrického proudu. Teplota přechodu může být navíc výrazně ovlivněna přídavky stopových množství dalších příměsí.
Průmyslové katalyzátory na bázi oxidu vanadičného (V2O5) se využívají při výrobě kyseliny sírové tzv. kontaktním způsobem při oxidaci oxidu siřičitého na oxid sírový a v syntéze některých organických sloučenin.

## Biologický a zdravotní význam

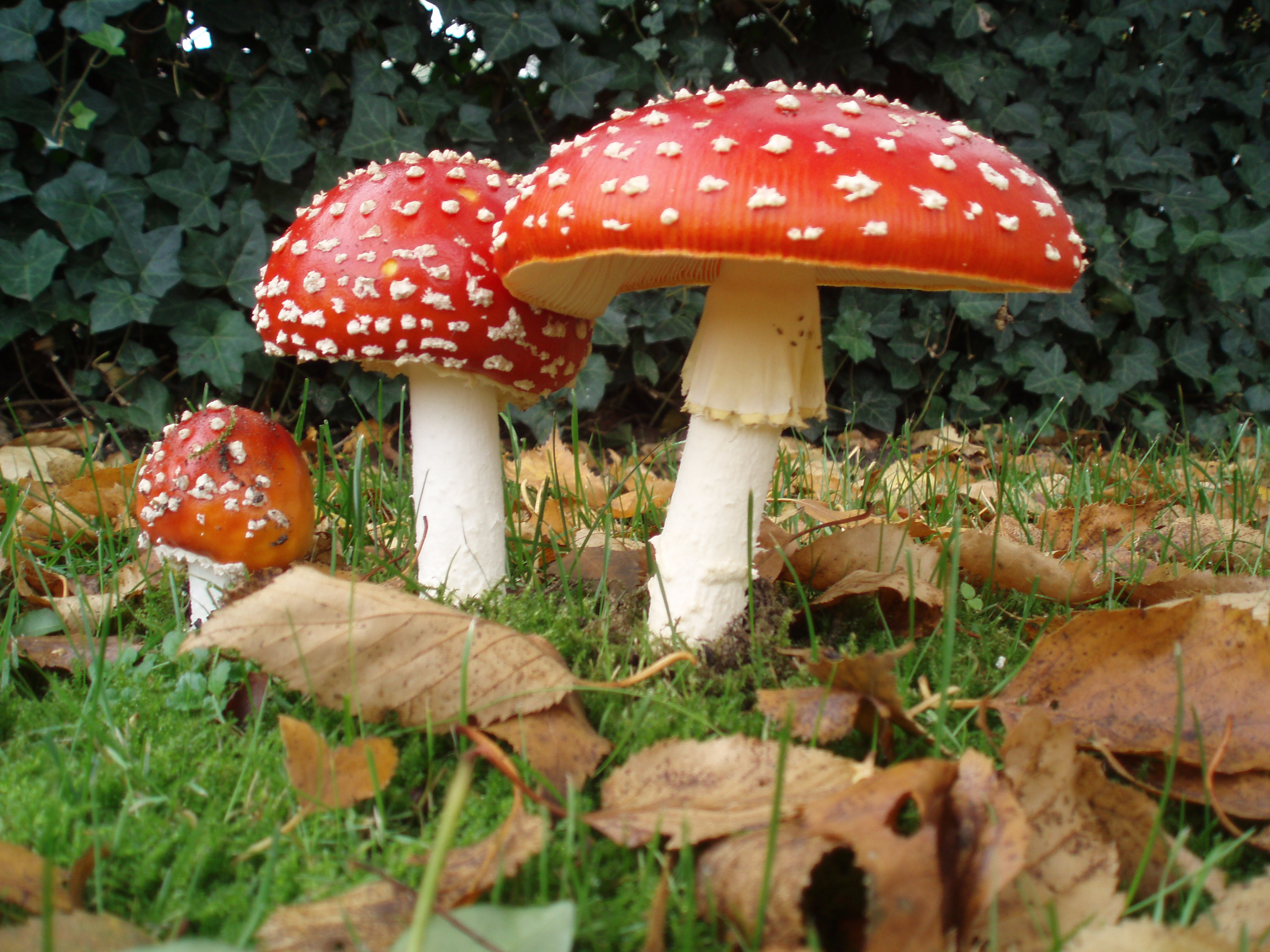
Muchomůrka červená obsahující amavadin.

Potravou se do organizmu dostává jako složka rostlinných olejů, některých minerálních vod, vyšší koncentraci vanadu nalezneme i v rybím mase a zelenině.
Je základním stavebním kamenem některých enzymů jako například nitrogenázy, která je nezbytná pro funkci mikroorganizmů, která zprostředkují fixaci dusíku v půdě a tím jeho dostupnost pro výživu rostlin.
Poslední výzkumy naznačují, že některé sloučeniny vanadu příznivě ovlivňují stav nemocných cukrovkou (diabetes mellitus), ale přesný popis funkce vanadu v metabolismu cukrů zatím není znám.
Vanad má význam i při syntéze krevního barviva hemoglobinu, které slouží pro přenos kyslíku krví z plic do tělesných tkání. Dlouhodobý nedostatek vanadu ve stravě se proto může projevit chudokrevností.
Nadbytek vanadu působí naopak výrazně negativně. Toxicita sloučenin vanadu se uplatňuje především při každodenní expozici postižených osob nadměrným dávkám tohoto prvku při jeho výrobě a metalurgickém zpracování nebo z kontaminovaných důlních vod.
Chronická otrava vanadem se projevuje zvracením, průjmem, bolestí břicha, poklesem krevního tlaku, zrychlením tepu srdce, sníženou hladinou krevního cukru, selháním jater a nadledvin.

## Otravy vanadem
Čína uzavřela v říjnu 2008 tři továrny na výrobu vanadu poté, co kvůli jejich provozu onemocnělo 1000 lidí kožními chorobami. Továrny v okrsku Ťien-li v provincii Che-pej byly poprvé uzavřeny již v roce 2006, ale majitelé výrobu nelegálně obnovili.